# 4:3 (соотношение сторон экрана)

Соотношение сторон 4:3

Полноэкранный формат означает соотношение сторон 4:3 (1.33:1) ранних стандартных телевизионных экранов и компьютерных мониторов. Широкоэкранные соотношения стали более популярными в 1990-х и 2000-х годах.
Фильм, первоначально созданный в соотношении сторон 4:3, не нуждается в изменении для полноэкранного выпуска. Напротив, другие соотношения сторон могут быть преобразованы в полноэкранный режим с помощью таких методов, как пансканирование, скрытое кашетирование или рефрейминг. При пансканировании изображение 4:3 извлекается из исходного кадра путём кадрирования боковых сторон плёнки. При скрытое кашетировании изображение 4:3 извлечено из частей оригинального негатива, которые были сняты, но не предназначены для использования в кинотеатре. При рефрейминге элементы изображения перемещаются. Рефрейминг используется для полностью CG-фильмов, где элементы могут быть легко перемещены.

## История
Полноэкранные соотношения сторон в стандартном телевидении используются с момента изобретения движущейся камеры. Ранние компьютерные мониторы использовали такое же соотношение сторон. Соотношение сторон 4:3 было использовано для 35-мм фильмов в эпоху немого кино. Он также очень близок к соотношению обычному формату 1,375:1, определённому Академией кинематографических искусств и наук как стандарт после появления оптического совмещённой фонограммы. Телевизор соответствует этому соотношению сторон, фильмы, первоначально снятые на 35-миллиметровой плёнке, можно было удовлетворительно смотреть по телевизору в первые дни телевидения (т.е. в 1940-х и 1950-х годах). Когда посещаемость Кинотеатров снизилась, Голливуд создал широкоэкранные соотношения сторон (например, 1,85:1), чтобы отличить киноиндустрию от телевидения. Однако на рубеже 21-го века вещатели по всему миру начали полностью отказываться от стандарта 4:3, и производители начали отдавать предпочтение соотношению сторон 16:9 для современных телевизоров высокой четкости, вещательных камер и компьютерных мониторов.